# Bråpiggen
Bråpiggen är en bergstopp i Antarktis. Den ligger i Östantarktis. Norge gör anspråk på området. Toppen på Bråpiggen är 2 185 meter över havet, eller 393 meter över den omgivande terrängen. Bredden vid basen är 7,7 km.
Terrängen runt Bråpiggen är platt åt sydost, men åt nordväst är den kuperad. Trakten är inte befolkad. Närmaste tidigare befolkade plats är Borga forskningsstation, 17,7 kilometer väster om Brapiggen.